# You’re Gonna Miss It All
You're Gonna Miss It All (stilisiert als „you're gonna miss it all“) ist das zweite Studioalbum der amerikanischen Rockband Modern Baseball.

## Hintergrund
Wie ihr Debütalbum Sports (2012) wurde You're Gonna Miss It All geschrieben, während die Bandmitglieder das College besuchten. Im Gegensatz zu Sports, auf dem nur Lukens und Ewald zu hören waren, „waren wir einfach nur begeistert, eine volle Band zu haben und [You're Gonna Miss It All] auf diese Weise zu machen“, so Ewald. Als er über das Schreiben sprach, sagte Ewald, ein Mitglied der Gruppe würde sich einen Text ausdenken, „und wir werden selbst alle mitmachen und versuchen, mit etwas brauchbarem beizusteuern“.

## Release
Am 10. Dezember 2013 wurde You're Gonna Miss It All für die Veröffentlichung im Februar 2014 angekündigt. Dabei wurde die Tracklist enthüllt. Darüber hinaus wurde „Your Graduation“ zum Streaming zur Verfügung gestellt. Später im Dezember führte die Gruppe einige Shows mit Bayside auf, unmittelbar gefolgt von einer kleinen Anzahl von Shows mit The Hundred Acre Woods und The Color and Sound im Januar 2014. You're Gonna Miss It All wurde am 4. Februar über Pitchfork zum Streaming zur Verfügung gestellt, bevor es am 11. Februar über Run for Cover Records veröffentlicht wurde. Am 6. März wurde ein Musikvideo zu „Your Graduation“ veröffentlicht. Im März und April unterstützte die Gruppe The Wonder Years auf ihrer nordamerikanischen Headliner-Tournee. Im Mai unterstützte die Band Real Friends auf ihrer Tournee durch Großbritannien und Europa. Im Juni ging die Gruppe mit Unterstützung von Tiny Moving Parts, the Hotelier und Sorority Noise auf eine Headliner-Tournee durch die USA.
Am 27. August wurde ein Musikvideo für „Pothole“ veröffentlicht. Im September spielte die Gruppe eine Handvoll US-Shows mit I Am the Avalanche und Beach Slang, die mit einem Auftritt beim Riot Fest ihren Höhepunkt erreichte. Im Anschluss daran ging die Gruppe mit Unterstützung von Spraynard, Chewing on Tinfoil und Losing Sleep auf eine Headliner-Tournee durch Großbritannien. „Your Graduation“ wurde am 29. September als Single veröffentlicht. Im Oktober unterstützte die Gruppe The Wonder Years auf ihrer US-Tournee als Headliner. Im November und Dezember ging die Band zusammen mit Knuckle Puck, Crying und Somos auf eine US-Tournee mit zusätzlicher Unterstützung von Walter Mitty und seinem Makeshift Orchestra, Foxing und Hostage Calm an bestimmten Terminen. Im Juni und Juli 2015 unterstützte die Gruppe Say Anything auf ihrer Headliner-Tournee durch die USA.

## Kritik
| Ursprung      | Bewertung |
| ------------- | --------- |
| Metacritic    | 76/100    |
| Absolute Punk | 80 %      |
| AllMusic      | 3,5 von 5 |
| The AU Review | 9/10      |

Es erreichte Nr. 97 auf den US Billboard 200 und Nr. 15 auf US Alternative Alben. Bis September 2014 verkaufte sich das Album weltweit über 12.000 Mal. Bis Mai 2016 hatte sich das Album in den USA fast 30.000 Mal verkauft.

## Trackliste
| Nr.          | Titel                | Länge |
| ------------ | -------------------- | ----- |
| 1.           | Fine,Great           | 2:28  |
| 2.           | Broken Cash Machine  | 1:50  |
| 3.           | Rock Bottom          | 2:13  |
| 4.           | Apartment            | 2:47  |
| 5.           | The Old Gospel Choir | 2:33  |
| 6.           | Notes                | 2:16  |
| 7.           | Charlie Black        | 2:10  |
| 8.           | Timmy Bowers         | 2:05  |
| 9.           | Going to Bed Now     | 3:05  |
| 10.          | Your Graduation      | 2:44  |
| 11.          | Two Good Things      | 2:49  |
| 12.          | Pothole              | 2:36  |
| Gesamtlänge: | Gesamtlänge:         | 29:30 |